# Francine Mussey
Francine Mussey (6 d'octubre de 1897-23 de març de 1933) va ser una actriu de cinema francesa la carrera de la qual va començar en l'era del cinema mut de la dècada de 1920 i va acabar en 1933 quan es va suïcidar prenent verí a l'edat de 35 anys.
Mussey va néixer en el 18è districte de París com Marcelle Fromholt en 1897. Va fer el seu debut en la pel·lícula dirigida per Lucien Lehmann en 1920 L'épave, al costat dels actors Marcel Bonneau i Jean-François Martial. Continuaria apareixent en diverses pel·lícules al llarg de la dècada de 1920 i en l'era de la pel·lícula amb so de principis de la dècada de 1930 dirigida en més d'una ocasió per Louis Feuillade, Gaston Ravel, Alexandre Ryder i Jean Daumery, entre d'altres. Va aparèixer a l'epopeia de 1927 Napoléon, smb una durada de 330 minuts.

## Filmografia
- 1920 : L'Épave de Lucien Lehmann - Thérèse Freulich
- 1920 : La Fille du vent de Louis de Carbonnat
- 1921 : Un drame sous Napoléon de Georges Bourgeois - Eugénie de Choiseul
- 1922 : Une dette de sang de Gérard Bourgeois - Denise de Noirmont
- 1922 : La Maison du mystère de Alexandre Volkoff - 10 episodis - Christiane
- 1923 : La Gosseline de Louis Feuillade - Hermance
- 1923 : Le Traquenard de Louis de Carbonnat - Dolly
- 1923 : Lucros...ilicimos de Georges Pallu - Régina
- 1924 : Le Chiffonnier de Paris de Serge Nadejdine - Claire Hoffmann
- 1924 : L'Enfant des halles de René Leprince - 8 episodis - Renée
- 1924 : Mademoiselle Cendrillon o Claudia de Georges Pallu - Sylvette Bernard
- 1924 : Mon oncle de Maurice Mariaud - Hélène de Champleux
- 1924 : Le Stigmate de Louis Feuillade i Maurice Champreux - 6 episodis - Marion
- 1925 : Der mann im sattel de Manfred Noa
- 1925 : Napoléon vu par Abel Gance de Abel Gance - Lucille Desmoulins
- 1926 : Âme de femme / Leurs destinées de Gennaro Dini - Floria
- 1926 : Le Berceau de Dieu o Les Ombres du passé de Fred LeRoy Granville - Ève
- 1926 : Lady Harrington de Fred LeRoy Granville i Grantham Hayes - 6 episodis - Catherine Bréhaud
- 1927 : Die frau die nicht nein sagen kann de Fred Sauer
- 1927 : Le Bonheur du jour de Gaston Ravel - Germaine d'Aguzon
- 1928 : Casaque blanche...toque noire de Joseph Guarino
- 1930 : La Ronde des heures de Alexandre Ryder - Yvette
- 1932 : L'Âne de Buridan d'Alexandre Ryder - Odette
- 1932 : La foule hurle de Howard Hawks i Jean Daumery - Lee Merrick